# Бісквітне
Біскві́тне —  село в Україні, у Харківському районі Харківської області. Населення становить 161 осіб. Колишній орган місцевого самоврядування — Малороганська сільська рада. З 2020 року у складі Вільхівської сільської громади.

## Географія
Село Бісквітне знаходиться на лівому березі річки Роганка, вище за течією на відстані 3 км розташоване село Степанки, нижче за течією на відстані 3 км розташований смт Рогань, на протилежному березі - село Мала Рогань.

## Історія
12 червня 2020 року, розпорядженням Кабінету Міністрів України № 725-р «Про визначення адміністративних центрів та затвердження територій територіальних громад Харківської області», увійшло до складу Вільхівської сільської громади.
19 липня 2020 року, в результаті адміністративно-територіальної реформи та ліквідації Харківського району(1923—2020), село увійшло до складу новоутвореного Харківського району.